# Giovanni Francesco della Rovere
Giovanni Francesco della Rovere (Vinovo, 1492 – Torino, 1517) è stato un arcivescovo cattolico italiano.

## Biografia
Giovanni Francesco era figlio di Stefano della Rovere e di Luchina Grosso della Rovere. Fu il primo arcivescovo di Torino, nonché nipote del precedente vescovo di Torino (pronipote del papa Giulio II). Discendente di una delle più illustri famiglie della nobiltà piemontese e italiana, ebbe un'educazione colta e incentrata verso la carriera ecclesiastica. Verso il ventesimo anno d'età ricevette l'ordinazione sacerdotale e dal 1504 ottenne l'incarico di vicario episcopale della diocesi di Torino, cosa che nel 1510 gli valse la successiva nomina a vescovo effettivo.
Ricevette l'investitura ufficiale il 23 luglio 1512, da papa Leone X e, giunto in Piemonte ai primi di maggio del 1514, fece solenne ingresso a Torino il 29 maggio 1514.
Il suo primo impegno episcopale fu la convocazione del sinodo diocesano, precisamente l'11 ottobre dello stesso anno.
Nel 1515 papa Leone X elevò la cattedra di Torino al rango di arcidiocesi nominando Giovanni Francesco Della Rovere primo arcivescovo di Torino e affrancando così la città subalpina dalla storica metropolìa di Milano. Ad appena ventisei anni d'età e prossimo alla nomina cardinalizia, Giovanni Francesco della Rovere si spense prematuramente nel 1517.
Fratello di Giovanni Francesco era Antonio della Rovere, che divenne vescovo di Agen il 22 marzo 1519, succedendo alle dimissioni dello zio materno Leonardo Grosso della Rovere, fino alla sua morte nel 1538.

## Stemma
| Immagine | Blasonatura |
| -------- | --- |
| \| \|    | Claudio di SeysselArcivescovo di Torino D'azzurro, al rovere d'oro con i rami passati in decusse. Motto: Fran et leal |
|          | |